# دايفيد بيكر
دايفيد بيكر (بالإنجليزية: David Baker)‏ هو معلوماني حيوي ‏ وعالم كيمياء حيوية أمريكي، ولد في 6 أكتوبر 1962 في سياتل في الولايات المتحدة.

## وصلات خارجية
- الموقع الرسمي